# Francisco María Lombardo
Francisco María Lombardo de la Peña (Chilcuautla, distrito de Ixmiquilpan, en el actual estado de Hidalgo, el 15 de agosto de 1799-Ciudad de México, 1855) fue un abogado y político mexicano conservador. Signatario de documentos como las Bases Orgánicas y el Plan de la Constitución Política de la Nación Mexicana de 1823, además ocupó distintos cargos como diputado, Canciller y Secretario de Hacienda en 6 regímenes diferentes incluyendo al de Antonio López de Santa Anna, Anastasio Bustamante y Valentín Gómez Farías.

## Familia
Proveniente de familia noble extranjera de ascendencia Irlandesa que se había establecido en España alrededor de 1604 y después trasladado a la Nueva España en el siglo XVIII. Es el último de nueve hermanos cuyos padres son Francisco Lombardo y su esposa Juana Gertrudis Peña. Francisco tuvo doce hijos, seis varones y seis mujeres que nacen del matrimonio, unido el 17 de abril de 1824, con María Germana Gil de Partearroyo Miñón (1811 – 6 de abril de 1853), una mujer capitalina cuya única educación fue religiosa y en un convento.

## Participación en el Congreso
Francisco formó parte del Primer Congreso Constituyente de 1823 el cual se remonta a 1811 cuando se estableció la primera junta representativa de la nación mexicana conocida como la Junta de Zitácuaro.
Después de la consumación de la Independencia de México en 1821, la monarquía constitucional se adoptó como sistema político en el cual Agustín de Iturbide sirvió como emperador después de que el gobierno provisional lo eligió. Tras varios conflictos, el emperador disuelve el congreso, pero antes de su abdicación, en 1823 Iturbide restaura el congreso y adopta un sistema de república federal después de un debate entre el sistema centralista y federalista que se consolida con la promulgación de la Constitución de 1824.
En este Congreso Francisco Lombardo es diputado por parte de México (ya que el territorio del actual estado de Hidalgo era parte del estado de México) y es electo secretario junto con José Mariano Castillero, Florentino Martínez, y Víctor Márquez. Antes de ganarse el puesto de secretario, se gana la enemistad de Iturbide debido a sus brillantes escritos que atacaban la política de este emperador.

## Canciller y Ministro de Hacienda
En el periodo presidencial de José Mariano Salas, Francisco Lombardo duró dos días como ministro de Hacienda, del 23 al 24 de septiembre de 1846, pero anteriormente desempeñó en altos puestos del gobierno de distintas administraciones donde fungió como Canciller (actualmente conocido como Secretario de Relaciones Exteriores) y como Ministro de Hacienda (actualmente conocido como Secretario de Hacienda).
Su primer cargo como secretario de estado fue Canciller con Valentín Gómez Farías de 1833-1834 y aun con la entrada de un nuevo presidente, Antonio López de Santa Anna, mantuvo este mismo puesto en el gabinete hasta que el 2 de diciembre, en el cuarto periodo de administración de Santa Anna (24 de abril de 1834 - 27 de enero de 1835), lo asignan Ministro de Hacienda.
| Nombre del Ministro de Hacienda | Periodo (durante la cuarta administración de Santa Anna) |
| ------------------------------- | -------------------------------------------------------- |
| Juan José del Corral            | 24 de abril de 1834 - 4 de mayo de 1834                  |
| Francisco Javier de Echeverría  | 5 de mayo de 1834 - 1 de septiembre de 1834              |
| Joaquín Lebrija                 | 2 de septiembre de 1834 - 13 de octubre de 1834          |
| Pablo Gómez Valdez              | 14 de octubre de 1834 - 1 de diciembre de 1834           |
| Francisco María Lombardo        | 2 de diciembre de 1834 - 31 de diciembre de 1834         |
| José María Blasco               | 1 de enero de 1835 - 27 de enero de 1835                 |

No es hasta 1839, tres años después de que México se había convertido en una República Centralista, que Francisco Lombardo regresa como Ministro de Hacienda y se mantiene como tal desde el 18 de mayo de 1839 hasta el 26 de julio del mismo año, periodo en el cual gobernaron tres presidentes distintos.
En el año 1840 Francisco Lombardo redacta una memoria de Hacienda con la finalidad de justificar las acciones que se realizaron en la administración de Santa Anna en relación con ciertas operaciones crediticias para salvar la deplorable situación de las finanzas públicas. Él demuestra que los créditos fueron totalmente necesarios y no existía ninguna alternativa viable ni efectiva para solventar los problemas financieros de México.

## Signatario de Documentos Históricos

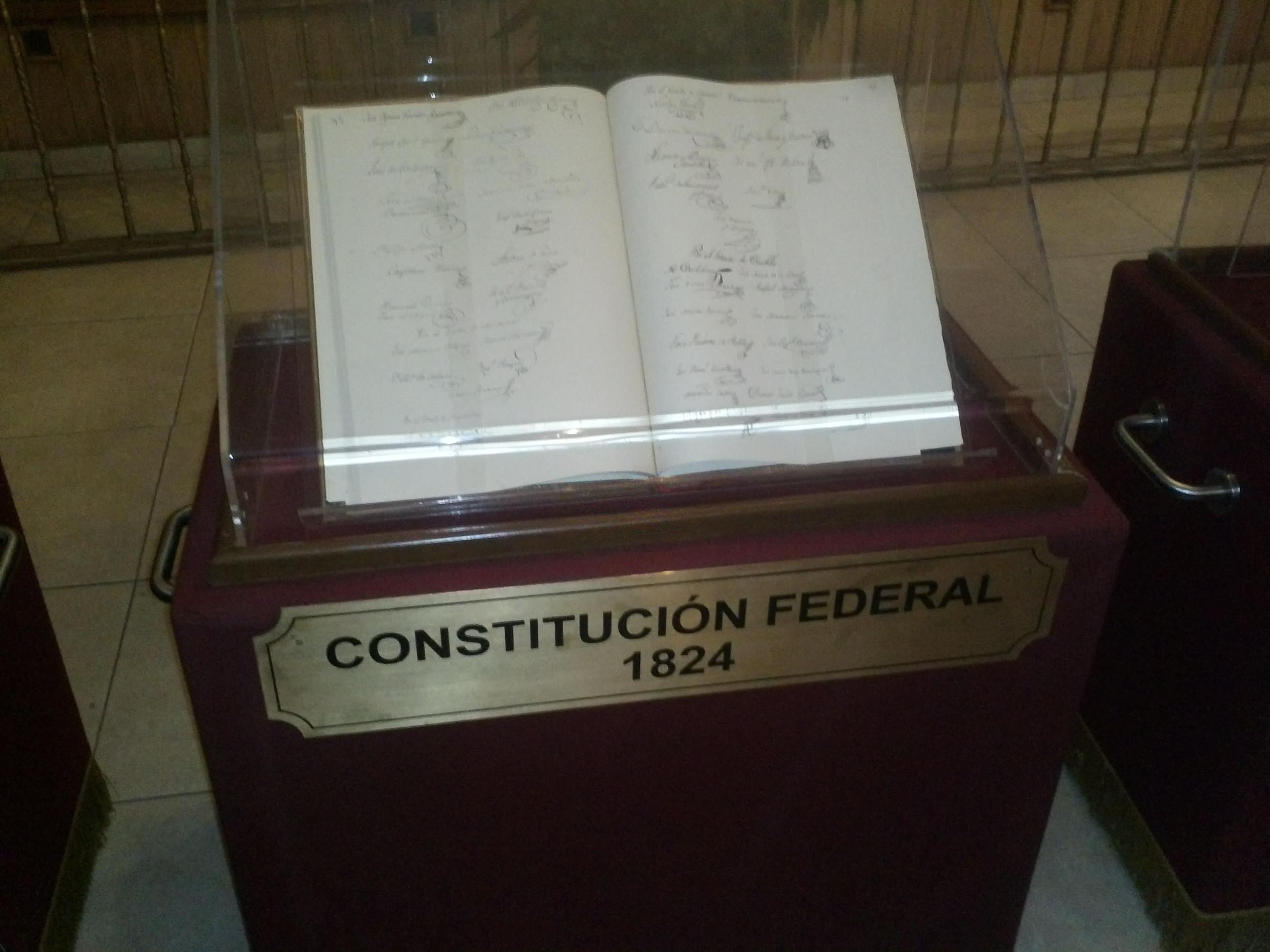
Constitución mexicana de 1824

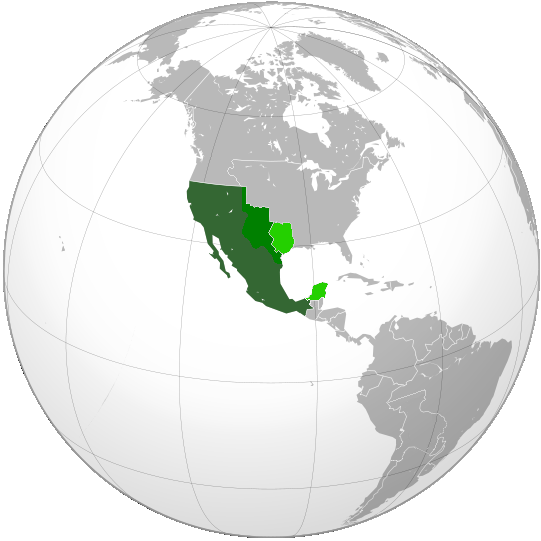
República Centralista de México 1843

Además de sus distintos puestos gubernamentales, Francisco Lombardo, fue signatario de documentos que marcaron y establecieron la dirección política de México.
El primer documento es el Plan de la Constitución Política de 1823 que dio la pauta para que México se establecería como una república representativa y federal y tenía las bases fundamentales para lo que en 1824 sería la Constitución Federal de los Estados Unidos Mexicanos.
Veinte años después, firmó las Bases Orgánicas. Este documento se redactó en 1843, siete años después de que México se había convertido en una república centralista. Las Bases Orgánicas mantenían el centralismo pero otorgaban una mayor representación y autoridad a las asambleas departamentales.